# Chiaka Ogbogu
Chiaka Ogbogu est une joueuse américaine de volley-ball née le 15 avril 1995 à Newark. Avec l'équipe des États-Unis, elle a remporté la médaille d'or du tournoi féminin aux Jeux olympiques d'été de 2020 à Tokyo.